# Saint-Martin-de-Belleville
Saint-Martin-de-Belleville és un municipi francès situat al departament de la Savoia i a la regió d'Alvèrnia-Roine-Alps. L'any 2007 tenia 2.846 habitants.

## Demografia

### Població
El 2007 la població de fet de Saint-Martin-de-Belleville era de 2.846 persones. Hi havia 1.212 famílies de les quals 398 eren unipersonals (236 homes vivint sols i 162 dones vivint soles), 259 parelles sense fills, 449 parelles amb fills i 106 famílies monoparentals amb fills.
La població ha evolucionat segons el següent gràfic:
Habitants censats

### Habitatges
El 2007 hi havia 12.790 habitatges, 1.221 eren l'habitatge principal de la família, 11.488 eren segones residències i 80 estaven desocupats. 1.147 eren cases i 11.426 eren apartaments. Dels 1.221 habitatges principals, 737 estaven ocupats pels seus propietaris, 382 estaven llogats i ocupats pels llogaters i 103 estaven cedits a títol gratuït; 59 tenien una cambra, 174 en tenien dues, 274 en tenien tres, 345 en tenien quatre i 370 en tenien cinc o més. 913 habitatges disposaven pel capbaix d'una plaça de pàrquing. A 638 habitatges hi havia un automòbil i a 485 n'hi havia dos o més.

### Piràmide de població
La piràmide de població per edats i sexe el 2009 era:
| Homes | Edats   | Dones |
| ----- | ------- | ----- |
| 0     | 95 o +  | 0     |
| 0     | 90 a 94 | 0     |
| 0     | 85 a 89 | 8     |
| 8     | 80 a 84 | 0     |
| 8     | 75 a 79 | 24    |
| 36    | 70 a 74 | 24    |
| 36    | 65 a 69 | 48    |
| 32    | 60 a 64 | 44    |
| 44    | 55 a 59 | 28    |
| 68    | 50 a 54 | 80    |
| 112   | 45 a 49 | 64    |
| 136   | 40 a 44 | 100   |
| 156   | 35 a 39 | 144   |
| 160   | 30 a 34 | 148   |
| 132   | 25 a 29 | 128   |
| 92    | 20 a 24 | 84    |
| 72    | 15 a 19 | 40    |
| 60    | 10 a 14 | 56    |
| 124   | 5 a 9   | 96    |
| 88    | 0 a 4   | 56    |

## Economia
El 2007 la població en edat de treballar era de 2.009 persones, 1.676 eren actives i 333 eren inactives. De les 1.676 persones actives 1.657 estaven ocupades (885 homes i 772 dones) i 20 estaven aturades (8 homes i 12 dones). De les 333 persones inactives 115 estaven jubilades, 150 estaven estudiant i 68 estaven classificades com a «altres inactius».

### Ingressos
El 2009 a Saint-Martin-de-Belleville hi havia 1.188 unitats fiscals que integraven 2.740 persones, la mediana anual d'ingressos fiscals per persona era de 20.698 €.

### Activitats econòmiques
Dels 1.288 establiments que hi havia el 2007, 1 era d'una empresa extractiva, 7 d'empreses alimentàries, 3 d'empreses de fabricació d'altres productes industrials, 46 d'empreses de construcció, 140 d'empreses de comerç i reparació d'automòbils, 21 d'empreses de transport, 366 d'empreses d'hostatgeria i restauració, 4 d'empreses d'informació i comunicació, 31 d'empreses financeres, 133 d'empreses immobiliàries, 55 d'empreses de serveis, 444 d'entitats de l'administració pública i 37 d'empreses classificades com a «altres activitats de serveis».
Dels 206 establiments de servei als particulars que hi havia el 2009, 1 era una gendarmeria, 3 oficines de correu, 8 oficines bancàries, 3 tallers de reparació d'automòbils i de material agrícola, 8 paletes, 10 guixaires pintors, 8 fusteries, 1 lampisteria, 6 electricistes, 2 empreses de construcció, 5 perruqueries, 129 restaurants, 16 agències immobiliàries, 5 tintoreries i 1 saló de bellesa.
Dels 111 establiments comercials que hi havia el 2009, 5 eren botigues de més de 120 m², 19 botiges de menys de 120 m², 8 fleques, 4 carnisseries, 4 llibreries, 13 botigues de roba, 1 una sabateria, 2 botigues d'electrodomèstics i 55 botigues de material esportiu.
L'any 2000 a Saint-Martin-de-Belleville hi havia 33 explotacions agrícoles que ocupaven un total de 1.455 hectàrees.

## Equipaments sanitaris i escolars
Els 3 equipaments sanitaris que hi havia el 2009 eren farmàcies.
El 2009 hi havia 1 escola maternal i 3 escoles elementals.

## Poblacions més properes
El següent diagrama mostra les poblacions més properes.